# Марк Юний Руфин Сабиниан
Марк Юний Руфин Сабиниан (лат. Marcus Iunius Rufinus Sabinianus) — римский политический деятель середины II века.
Его братом был консул 153 года Авл Юний Руфин. В 155 году Сабиниан занимал должность ординарного консула вместе с Гаем Юлием Севером. В 172/173 году он находился на посту проконсула провинции Азия. Больше о нём ничего неизвестно.